# Roman Kononenko
Roman Kononenko (* 13. April 1981 in Simferopol) ist ein ehemaliger ukrainischer Bahn- und Straßenradrennfahrer.

## Werdegang
Roman Kononenko gewann bei der U23-Bahnradeuropameisterschaft 2002 in Büttgen die Silbermedaille in der Einerverfolgung und Gold in der Mannschaftsverfolgung. Im Jahr darauf konnten die Ukrainer ihren U23-Europameistertitel verteidigen. 2004 gewann der ukrainische Vierer mit Kononenko, Wolodymyr Djudja, Witalij Popkow und Wolodymyr Sahorodnij den Lauf des Weltcups in Moskau. 2006 errang Kononenko gemeinsam mit Djudja, Ljubomyr Polatajko und Maxym Polischtschuk bei den Bahnweltmeisterschaften die Bronzemedaille in der Mannschaftsverfolgung. Auf der Straße war Kononenko 2008 auf einem Teilstück der Thüringen-Rundfahrt erfolgreich. 2010 bestritt er mit der Bulgarien-Rundfahrt sein letztes Rennen.

## Erfolge

### Bahn
2002
- U23-Europameister – Mannschaftsverfolgung (mit Wolodymyr Djudja, Witalij Popkow und Wolodymyr Sahorodnij)
- U23-Europameisterschaft – Mannschaftsverfolgung (mit Wolodymyr Djudja, Witalij Popkow und Wolodymyr Sahorodnij)

2003
- U23-Europameister – Mannschaftsverfolgung (mit Wolodymyr Djudja, Witalij Popkow und Wolodymyr Sahorodnij)

2004
- Weltcup in Moskau – Mannschaftsverfolgung (mit Wolodymyr Djudja, Witalij Popkow und Wolodymyr Sahorodnij)

2006
- Weltmeisterschaft – Mannschaftsverfolgung (mit Wolodymyr Djudja, Ljubomyr Polatajko und Maxym Polischtschuk)

### Straße
2008
- eine Etappe Thüringen-Rundfahrt

## Teams
- 2007 ISD-Sport Donetsk (ab 4. Mai)